# Kirpichni (Timashovsk, Krasnodar)
Kirpichni (del ruso: Кирпичный) es un posiólok del raión de Timashovsk del Krai de Krasnodar, en el sur de Rusia, situado en la orilla derecha del río Kirpili, 4 km al noroeste de Timashovsk y 68 km al norte de Krasnodar, la capital del krai. Tenía 78 habitantes en 2010.
Pertenece al municipio urbano Timashóvskoye.